# Saint-Gervais-sur-Mare
Saint-Gervais-sur-Mare é uma comuna francesa na região administrativa de Occitânia, no departamento de Hérault. Estende-se por uma área de 24,29 km². Em 2010 a comuna tinha 877 habitantes (densidade: 36,1 hab./km²).